# بيساتي
بيساتي هي بلدة تقع في لومبارديا التابعة لمقاطعة ميلان في إيطاليا وبلغ عدد سكانها 1813 نسمة حسب إحصائيات عام 2004م.